# Tour Incity
La Tour Incity (en español, Torre Incity) es un rascacielos de oficinas situado en el distrito financiero de la Part-Dieu de Lyon en Francia y construido entre 2012 y 2015. Situado en la esquina de la rue Garibaldi con el cours Lafayette, en el lugar de la antigua Tour UAP (demolida en 2012), la Tour Incity tiene una altura de 202 metros y desde su inauguración, realizada en octubre de 2015, es el rascacielos más alto de Lyon, por delante de la Tour Part-Dieu y la Tour Oxygène, y el tercero más alto de Francia (incluidas antenas) por detrás de la Tour First (La Défense) y la Tour Montparnasse (París). Con 39 plantas y un peso de 90 000 toneladas, la Tour Incity también es la torre más alta de Francia fuera de París y la primera torre de alta eficiencia medioambiental de Francia.

## Historia

### Proyecto
En su edición del 25 de enero de 2008, France 3 Rhône-Alpes se hizo eco de la conferencia de prensa del alcalde de Lyon Gérard Collomb, de los representantes del estudio de arquitectos Valode et Pistre, y de la empresa Groupe Sogelym Dixence, en la que se anunció el proyecto de una quinta torre en el distrito financiero de la Part-Dieu que se completaría en 2014.
La Tour Incity se debía de construir en lugar de la antigua Tour UAP, vacía desde 1994, con el objetivo de hacer de La Part-Dieu «un centro financiero a nivel europeo», según anunció el alcalde Gérard Collomb en la conferencia de prensa. También explicó que «Actualmente nuestro nivel de comercialización nos pone por delante de ciudades como Milán o Dublín y aún podemos reforzar nuestra pujanza en materia terciaria». Añadió: «Todavía hay lugar para dos o tres torres más en los próximos años», recordando que el barrio de la Part-Dieu es el segundo distrito financiero de Francia tras La Défense.
La Tour Incity, que tiene una altura de 202 metros incluida su antena y una altura de azotea de 170 metros, es la primera torre de bajo consumo energético de Francia. Con 39 plantas, Incity tiene una superficie de 42 000 m². Los arquitectos Denis Valode y Albert Constantin se hicieron cargo de este proyecto, dirigido por Sogelym Dixence. Incity es la torre más alta de Lyon y la sexta en orden cronológico, tras la Tour Part-Dieu (165 m), la Tour Oxygène (115 m), la Tour panoramique de La Duchère (91 m, 1972), la Tour Swiss Life (82 m) y la Tour EDF Lyon (80 m).
En marzo de 2010 tuvo lugar una encuesta pública sobre el proyecto de la Tour Incity y recogió poca información, debido a que los ciudadanos no habían sido suficientemente informados sobre él.

### Destrucción de la Tour UAP
La Tour UAP fue una torre de oficinas de 25 plantas construida en 1972, año en el que se convirtió en uno de los edificios más altos de la ciudad. Vacía desde 1994, el permiso de demolición se concedió el 31 de agosto de 2009. En abril de 2010 se completó la eliminación del amianto de la torre y la deconstrucción del interior. Posteriormente se interrumpió la demolición durante un año y no se retomó hasta agosto de 2011. Durante el tercer trimestre de 2011 se demolieron las plantas exteriores del aparcamiento de la torre y en diciembre del mismo año se instaló una grúa para el desmontaje de la torre planta a planta, a razón de una por semana. Las cinco primeras plantas se demolieron con excavadoras. En mayo de 2012 se completó la demolición de la torre.

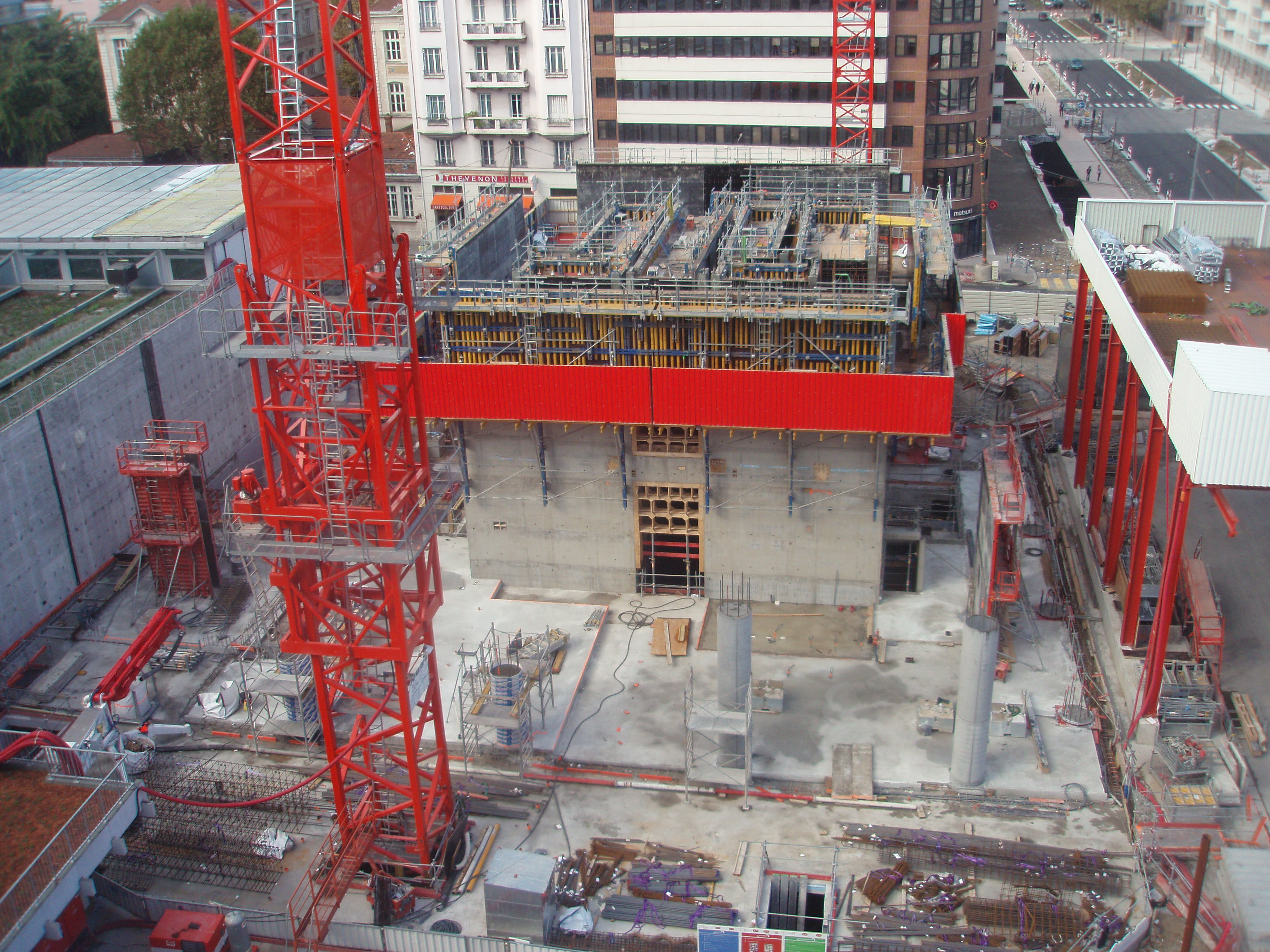
El núcleo de la torre el 5 de octubre de 2013.

### Construcción
El 31 de marzo de 2012, la revista M Lyon indicó que los arquitectos habían modificado su proyecto para que la cima de la torre pareciera simétrica desde cualquier lugar de Lyon. También se realizaron modificaciones a la fachada con el objetivo de hacerla más elegante.
Las obras de la Tour Incity empezaron el 11 de abril de 2013. Algunos responsables de la obra indicaron en marzo de 2014 que la construcción había avanzado bastante gracias a un invierno clemente. También se realizaron grandes obras en la Rue Garibaldi para suprimir la trinchera que pasaba por delante de la torre. El 21 de junio de 2015 un helicóptero subió la antena metálica de 50 m a la cima de la torre.
Las obras se completaron en 2015.

### Comercialización de la superficie
La dirección de Transporte Exprés Regional de la SNCF alquiló dieciocho plantas de la torre.
El resto de oficinas constituye la sede social de la Caisse d'Épargne Ródano-Alpes, en la que se instalaron setecientos empleados.
Une parte de las oficinas disponibles fueron alquiladas con el asesoramiento la consultora inmobiliaria Jones Lang LaSalle.